# 황옌난
황옌난(중국어 정체자: 黃彥男, 병음: Huáng Yènnán, 한자음: 황언남, 1960년 8월 11일 ~ )은 중화민국의 정치인으로, 제2대 디지털발전부장이다.

## 학력
- 메릴랜드 대학교 정보과학 석사 및 박사
- 국립 대만 대학 전기공학 학사

## 같이 보기
- 중화민국 디지털발전부